# ادم شاگای
ادم شاگای (به انگلیسی: Adam Shagai) در پاکستان است که در مناطق قبیله‌ای فدرال واقع شده‌است.

## خصوصیات
ادم شاگای ۱٬۲۱۱ متر بالاتر از سطح دریا واقع شده‌است.